# Team-Aerobic
|                                                          | Dieser Artikel wurde im Portal Sport/Artikel überarbeiten zur Verbesserung eingetragen. Als Begründung wurde angegeben: „Vollprogramm --Crazy1880 18:51, 25. Okt. 2010 (CEST)“. Hilf mit, ihn zu bearbeiten, und beteilige dich an der Diskussion! |
| Vorlage:Portalhinweis/Wartung/Sport/Artikel überarbeiten | |

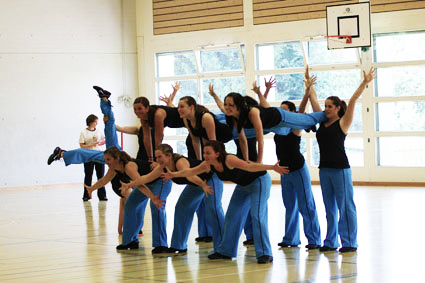
Akrobatik einer Team-Aerobic-Gruppe

Team-Aerobic ist die Wettkampfform vom klassischen Fitness-Aerobic. Team-Aerobic wird in der Gruppe trainiert und präsentiert. Beim Aerobic werden wesentliche Fitnesskomponenten, wie Ausdauer, Kraft, Beweglichkeit und Koordination, mit Musik und Choreografie zusammengeführt. Aerobic schult das Herz-Kreislauf-System, kräftigt die wichtigsten Muskelgruppen und verbessert die Beweglichkeit. Alle Bewegungen werden dabei immer gelenkschonend durchgeführt. Team-Aerobic ist eine Mischung zwischen Gymnastik und Tanz.
Das Ziel in einem Wettkampf ist es, einen komplexen Bewegungsablauf ohne Unterbrechung zur Musik vorzuführen. Eine Übung muss dabei alle erforderlichen Elemente (wie Kraft, Akrobatik, Beweglichkeit, High- und Low-Impact) beinhalten und zudem kreativ und originell sein.
Das Team-Aerobic zählt als Turnsportart und wird national vom Schweizerischen Turnverband (STV) vertreten, vergleichbar mit dem Sportaerobic in Deutschland.

## Geschichte
Käthi Murer (langjährige STV-Funktionärin) sah 1994 am Deutschen Turnfest in Hamburg Aerobic-Vorführungen. Diese überzeugten sie so, dass sie die Aerobic in die Schweiz bringen wollte. 1998 wurde der erste Schweizer Aerobic-Cup durchgeführt.

## Kategorien
- Jugend offen bis 16 Jahre (6 und mehr Teilnehmer)
- Aktive ab 14 Jahren (6 und mehr Teilnehmer)
- Senioren 1/3 darf jünger als 35 Jahre sein (6 und mehr Teilnehmer)
- 3er- bis 5er-Team
- Paar Jugend (w/w, m/m, w/m)
- Paar Aktive (w/w, m/m, w/m)

## Erforderliche Elemente
- Dynamische Kraft
- Statische Kraft
- Sprünge
- Gleichgewicht
- Beweglichkeit
- Akrobatik[2]

## Belastungsformen (Low und High)
Wie im klassischen Aerobic, gibt es zwei verschiedene Belastungsformen.
- Low-Impact: Der Grundschritt vom Low-Impact ist das Marschieren. Bei allen Schritten ist mindestens ein Fuß immer am Boden. Die Schritte werden meistens von der Ferse her zum Fußballen abgerollt:
- High-Impact: Der Grundschritt vom High-Impact ist Joggen. Im Gegensatz zum Low-Impact sind dabei die Füße nicht immer am Boden. Die Bewegungsformen vom High-Impact sind Laufen, Hüpfen und Springen. Wichtig ist, dass alle Sprünge immer gut abgefedert werden.

In einem Wettkampf-Programm werden beide Formen vermischt. Wichtig ist, die Techniken exakt auszuführen. Die Ausführung der Schritte macht einen großen Teil der Wettkampfnote aus.

## Grundschritte
Low-Impact:
- Marching
- Walking
- Side to Side
- Mambo
- Step Touch
- V- und A-Step
- Leg Curl
- Knee Lift
- Heel Touch
- Toe Tap
- Grapevine
- Lunge

High-Impact:
- Jogging
- Jumping Jack
- Side Jack
- Side Pump
- Twist
- Scoop
- Chassée